# 噂の金四郎
「噂の金四郎」は、1974年11月25日にビクターレコードより発売された橋幸夫のシングルである（SV-2450）。

## 概要
- 楽曲の制作のきっかけは、橋が、NETテレビ（現・テレビ朝日）の日曜20時枠で放送された連続テレビ時代劇「ご存じ金さん捕物帳」で主演し、主題歌を歌うにあたって、作曲も自身で手がけることとなったためである。
- 橋は以前から作曲に興味を持ち、風間史郎のペンネームで曲を作成した。
- 作詞はシングルでの前作「京ごよみ -沖田総司-」（第16回日本レコード大賞中山晋平・西条八十賞受賞）の千家和也。
- 橋は「まず千家和也さんの詞ができてきたんです。それをみたら、メロディがすぐに浮かんできて、あっという間に曲は完成した」と回顧している[2]。
- 尚ペンネームの風間史郎は、橋が主演したデビュー10周年記念映画「東京⇔パリ 青春の条件」の主人公名で、「これが気に入り使用した」と述べている。また「このときは作曲家という別の顔ですから、....ペンネームを使った」としている[3]。
- 作詞の千家和也とはその後も「おとこ酒」「人生はまだ語れない」などで共演。
- 編曲の竜崎孝路とは前々年のシングル「坂道のふたり」で共演し、その後もシングル、アルバムで共演している。
- 橋の作曲はその後、「花火音頭」で橋幸夫名義を使用しているものの、最近は勅使河原煌名義が多い。

## 収録曲
1. 噂の金四郎
作詞：千家和也、作曲：風間史郎、編曲：竜崎孝路
2. さかづき小唄
作詞：千家和也、作曲：風間史郎、編曲：竜崎孝路

## 収録アルバム
- 『橋幸夫　ザ・ベスト』（2012.07.25）
- 『橋幸夫が選んだ橋幸夫ベスト40曲』（2000.10.04）